# Hans Egli
Hans Egli – szwajcarski strzelec, brązowy medalista olimpijski.
Pochodził z miasta Wil, z zawodu był inżynierem.
Egli wystąpił w dwóch konkurencjach podczas Letnich Igrzysk Olimpijskich 1920. Wraz z drużyną zajął trzecie miejsce w pistolecie wojskowym z 30 m (skład drużyny: Gustave Amoudruz, Hans Egli, Domenico Giambonini, Joseph Jehle, Fritz Zulauf), osiągając przedostatni wynik w drużynie. W drużynowym strzelaniu z pistoletu dowolnego z 50 m osiągnął dziewiątą pozycję (skład zespołu – poza Josephem Jehle, którego zastąpił Bernard Siegenthaler – był taki sam).

## Wyniki

### Igrzyska olimpijskie
| Igrzyska | Konkurencja                        | Wynik                             | Miejsce | Źródło |
| -------- | ---------------------------------- | --------------------------------- | ------- | ------ |
| IO 1920  | Pistolet wojskowy, 30 m, drużynowo | 1270 pkt. (druż.) 242 pkt. (ind.) |         | [ 1 ]  |
| IO 1920  | Pistolet dowolny, 50 m, drużynowo  | 2136 pkt. (druż.) 427 pkt. (ind.) | 9       | [ 2 ]  |